# Albert Bandura
Albert Bandura (Mundare, Kanada, 1925. december 4. – Stanford, 2021. július 26.) kanadai származású amerikai pszichológus. 1953 óta majd 60 éven át a Stanford Egyetem professzora, aki a „szociális tanuláselmélet” megalapítója, amely az emberi viselkedést főleg a mintaként szolgáló szociális környezetben vizsgálja, s a viselkedés egyén általi megítélését is tanulmányozza.

## Életpályája
Bandura egy megközelítőleg 4000 fős kisvárosban, Mundare-ben, Alberta tartományban jött világra egy 8 tagú család legkisebb gyermekeként, valamint egyedüli fiúként. Bandura felmenői ukránok és lengyelek.
A középiskola befejezése utáni nyáron Yukonban azon dolgozott, hogy megvédje az alaszkai autópályát a süllyedéstől. Bandura később azt állította az északi tundrákban végzett munkájáról, hogy akkor kezdett érdeklődni a humán pszichopatológia iránt. Később feleségül vett egy ápolónőt és 2 gyermekük született.

### Tanulmányai és akadémiai pályafutása
Bandura az akadémiai pszichológiával egy véletlenszerű lehetőségnek köszönhetően ismerkedett meg, amikor fiatal tanulóként jelentkezett pszichológia kurzusra, hogy elüsse vele az időt, majd hatalmas érdeklődést mutatott e tantárgy iránt. 3 év múlva, 1949-ben szerzett bölcsészettudományi alapdiplomát a Brit Kolumbia Egyetemen, megnyerve a Bolocan díjat a pszichológia területén, majd ezek után figyelme az elméleti pszichológiára irányult az Iowa-i Egyetemen, ahol 1951-ben a mester fokozatot, 1952-ben a Phd (filozófia doktora) fokozatot szerzett. Arthur Benton volt az akadémiai tanácsadója Iowa-ban, közvetlen irányt adva William James-től; míg Clark L. Hull és Kenneth Spence munkatársakként (kollaboránsokként) hatottak rá.
Az iowa-i évei alatt Bandura elkezdett foglalkozni a pszichológia azon részével, amely pszichológiai jelenségeket vizsgál ismételhető, kísérleti tesztekkel. Az ő bekapcsolódása olyan mentális jelenségekbe, mint a képzelet és az ábrázolás, és az ő koncepciója a fordított determinizmusról, amely kölcsönös hatást feltételez az ember és környezete között, radikális eltávolodást jelentett az abban az időben uralkodó behaviorista elmélettől. Bandura kifejlesztett egy sor elméleti eszközt, amelyekkel még hatásosabban lehet modellezni az olyan jelenségeket, mint a megfigyeléses tanulás és önszabályozás, valamint a pszichológusokat gyakorlati útmutatással segítette, hogy elméletbe foglalják a mentális folyamatokat, ellentétben a pszichoanalízis és a személyiség mentalista meghatározásaival.

## Poszt-doktori munkássága
A diplomázás után részt vett egy klinikai gyakorlaton a Wichita Kansas Guidance Center-rel. A következő évben elvállalt egy tanári állást a Stanford Egyetemen 1953-ban, amit a mai napig meg is tartott. 1974-ben az Amerikai Lélektani Egyesület az elnökévé választotta.

### Kutatásai
Bandurára kezdetben Robert Sear azon munkássága volt hatással, amelyben azt vizsgálta, hogy milyen hatással van a család az egyén társadalomban való viselkedésére és az utánzásos tanulásra. Bandura kutatásai kezdetben a társadalmi mintáknak betöltött szerepére irányultak az emberi gondolkodásban és cselekvésben. Richard Walterrel, az első doktoranduszával közösen Bandura belemélyedt a szociális tanulás és az agresszió tanulmányozásába. Megfeszített munkájuk során nyilvánvalóvá vált a modellezés kritikai szerepe az emberi viselkedésben, és ez elvezetett egy kutatási programig, amely a megfigyeléses tanulás meghatározóit és mechanizmusait vizsgálja.

### Szociális tanuláselmélet
Bandura kutatásának kezdeti fázisában elemezte az emberi tanulás alapjait, és a gyerekek ill. felnőttek hajlandóságát arra, hogy a másokon megfigyelt viselkedési formákat saját magukon bemutassák.

### Az agresszió tanulmányozása
Bandura és Walter kutatása eredményeként elkészült Bandura első könyve 1959-ben, Felnőtt agresszió címmel, majd később, 1973-ban egy újabb könyv, Agresszió: A társas tanulás analízise. Miközben B. F. Skinner képviseletében a behaviorizmus uralkodott, Bandura abban hitt, hogy a jutalmazás és büntetés egy viselkedés megváltoztatására klasszikus tevékenység szabályozásánál alkalmatlanok, és hogy számos emberi viselkedést más emberi lényektől lehet elsajátítani.
Bandura elkezdte tanulmányozni a túlzottan agresszív gyerekek viselkedését, azáltal, hogy meghatározta az erőszak forrását az életükben. Ezen a területen először az 1940-es években kezdett kutatásokat Neal Miller és John Dollard; majd Bandura munkássága alatt ez a Bobo Doll nevezetű kísérletben teljesedett ki, valamint az 1977-es igen befolyásos tanulmányban, a Társas Tanuláselméletben. Bandura számos újítása empirikus és megismételhető kutatásokon alapult, amelyek viszont idegenül hatottak a pszichológia azon területén, ahol Sigmund Freud elméletei/tézisei voltak a mérvadóak.

### A Bobo Doll kísérlet
1961-ben Bandura levezetett egy kísérletet, amely Bobo Doll néven ismert, és ami az agresszióval kapcsolatos viselkedésmintákat tanulmányozza. Bandura abban bízott, hogy a kísérlet bebizonyítja, hogy az agressziót meg lehet magyarázni, legalábbis részben, a szociális tanuláselmélet által és, hogy hasonló viselkedésformákat tanultak az egyének azáltal, hogy saját viselkedésükben mások cselekedeteit utánozták. A kísérletet etikai alapon kritizálták, mivel a gyermekeket az agresszióra nevelték. Bandura eredményei a már említett kísérletből megváltoztatták a modern pszichológia irányvonalát, és széles körben elismerték, hogy segítséget nyújt az akadémiai pszichológiában a tiszta behaviorizmusról a kognitív pszichológiára áthelyezni a hangsúlyt. A Bobo Doll kísérlet egyike a legtöbbet dicsért és legnevezetesebb kísérleteknek a pszichológiában.

### Szociális kognitív elmélet
Az 1980-as évek közepére Bandura kísérlete még holisztikusabb fordulatot vett, és a vizsgálatai még átfogóbb rálátást nyújtottak az emberi ismeretségre a szociális tanulással kapcsolatban. Az elmélet, amit a szociális tanulás elméletéből dolgozott ki, hamarosan szociális kognitív elméletként vált ismertté.

### A gondolkodás és cselekvés társadalmi alapjai
Az 1986-ban megjelent, A gondolkodás és cselekvés társadalmi alapjai : Szociális kognitív elmélet c. művében Bandura újrafogalmazta az egyént, mint önszervező, proaktív, önmagát visszatükröző és önszabályozó lényt, ami ellentétben áll az ortodox emberfelfogással, miszerint az embert külső erők irányítják. Bandura kifejlesztette a hármas kölcsönhatás elvét, amely meghatározta a kapcsolatot az emberi viselkedés, a környezeti tényezők és a személyes tényezők, mint például a kognitív, affektív és biológiai események; valamint a fordított determinizmus elvét, az okozati összefüggések irányításával az efféle tényezők között. Az egyén önszervező és önszabályozó képességének hangsúlyozása a későbbi munkája során, az én-hatékonyság elméletben még nagyobb szerepet kapott.

### Én-hatékonyság
1963-ban Bandura publikálta a Szociális tanulás és személyiségfejlesztés c. művét .1974-ben a Stanfordi Egyetem megjutalmazta őt, és így a Társadalomtudományok David Starr Jordan professzora lett pszichológiából. 1977-ben jelent meg az igényesen összeállított Szociális tanuláselmélet c. könyve, amely úttörőnek számít a pszichológiában.
Azon vizsgálatok során, amelyeknél a modellezés enyhítette a fóbiás rendellenességeket a pókfóbia esetében, Bandura észrevette, hogy az én-hatékonyság hite (amivel a fóbiában szenvedő személy rendelkezett, hogy csillapítsa félelmét) változást idézett elő a viselkedésben és a félelem megjelenésében. Ekkor elindította a kutatás fő programját, amely az ön-megjelölő gondolat hatását vizsgálta pszichológiai szempontból. Habár folytatta a kutatást és az írást az elméleti problémákról, az 1970-es évek végétől több figyelmet szentelt az én-hatékonyság szerepének az emberi működésben. Én-hatékonyság: A kontroll gyakorlata c. kötete 1997-ben jelent meg.

## Művei magyarul
- Szociális tanulás utánzás útján / Albert Bandura.  [ford.  Deák Ágnes]  Lásd Pedagógiai szociálpszichológia / [szerk. Pataki Ferenc] ; . [Budapest] : Gondolat Kiadó, 1976.
- A személyiségfejlődés szakaszai / Albert Bandura. Lásd Személyiségelméletek / szerk. Szakács Ferenc és Kulcsár Zsuzsanna. [Budapest] : ELTE Eötvös K., 2001. ISBN 963-463-381-1
- Milyen következményekkel járnak a viselkedési és affektív változások az attitűdökre nézve? / Albert Bandura. Lásd Az attitűd pszichológiai kutatásának kérdései / [írta Gordon W. Allport ... et al.] ; [fordította Bányai Éva ... et al.] ; szerkesztették Halász László, Hunyadi György, Marton L. Magda. Budapest : Akadémiai Kiadó, 1979. ISBN 963-05-1435-4
- A társadalmi modellkövetés a szocializációban / Albert Bandura. Lásd Álláspontok a szocializációról / [szerk. Somlai Péter] ; [bev. Váriné Szilágyi Ibolya]. [Budapest] : OM Marx.-Len. Okt. Főoszt., 1975. ISBN 963-7023-25-9

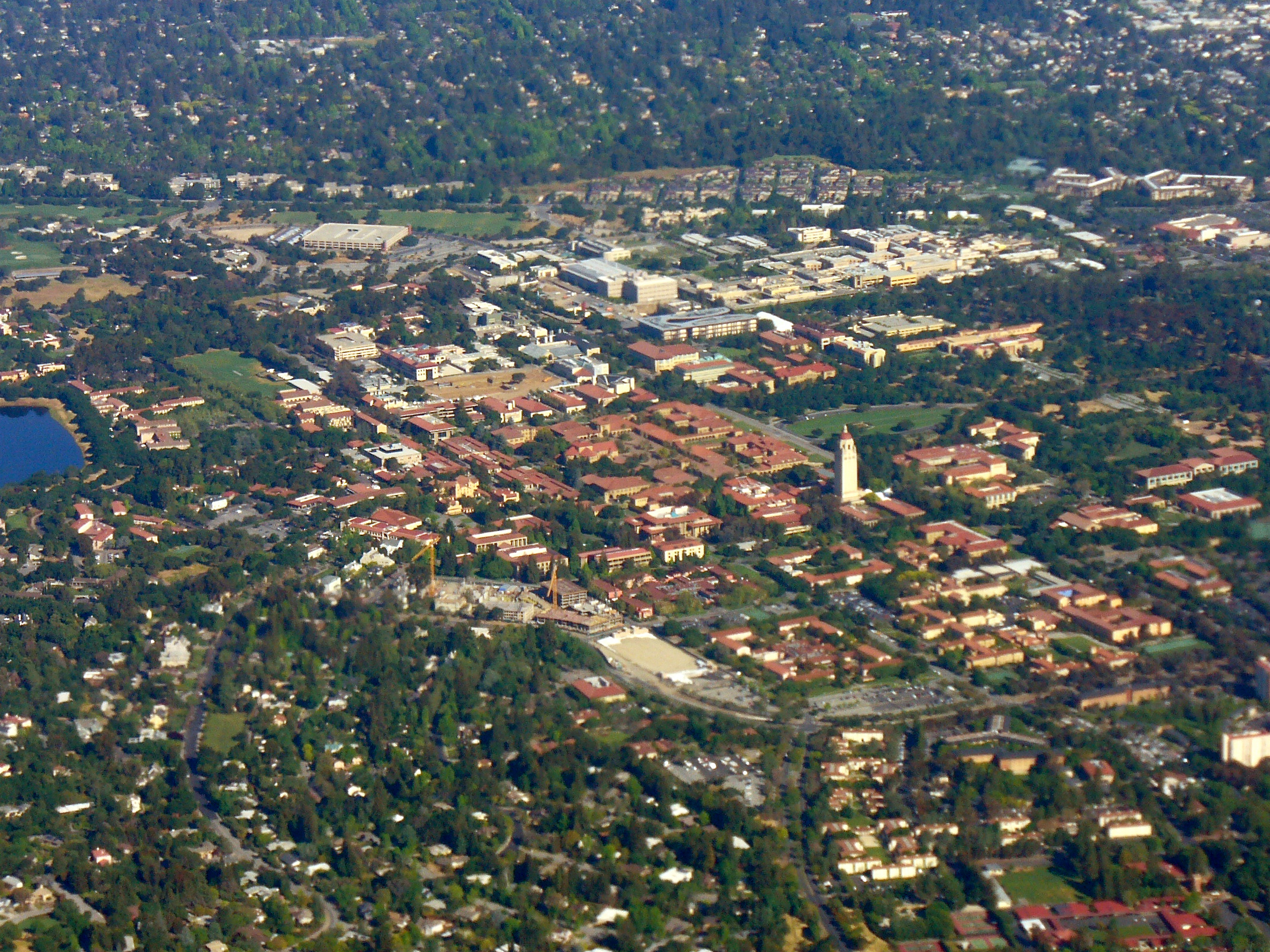
Stanford Egyetem Campus (légifotó)

## Díjai, elismerései
- Bandurát több mint 16 becsületbeli fokozattal tüntették ki.[7]
- 1999-ben elnyerte a Thorndike Award-öt.
- 2001-ben tudományos életműdíjat kapott (Lifetime Achievement Award) az Association for the Advancement of Behavior Therapy intézménytől.[8]
- 2008-ban, megkapta a Grawemeyer Award-öt a pszichológiához való hozzájárulásáért.

## Fordítás
- Ez a szócikk részben vagy egészben  az   Albert Bandura című angol Wikipédia-szócikk fordításán alapul.  Az eredeti cikk szerkesztőit annak laptörténete sorolja fel. Ez a jelzés csupán a megfogalmazás eredetét és a szerzői jogokat jelzi, nem szolgál a cikkben szereplő információk forrásmegjelöléseként.